# غار ویجترنیسا
غار ویجترنیسا (تلفظ [ʋjɛtrɛ̌nitsa]، به معنی "غار باد" یا "سوراخ سوراخ") بزرگترین و مهمترین غار بوسنی و هرزگوین است. همچنین یکی از مهمترین غارهای رشته کوه‌های آلپ دیناری است که به دلیل داشتن غنی بودن کارستی و اسپلئولوژیکی در سراسر جهان مشهور است. این غار در میدان پاپوو در رانو، هرزگوین شرقی در فدراسیون بوسنی و هرزگوین واقع شده‌است.

## جغرافیا

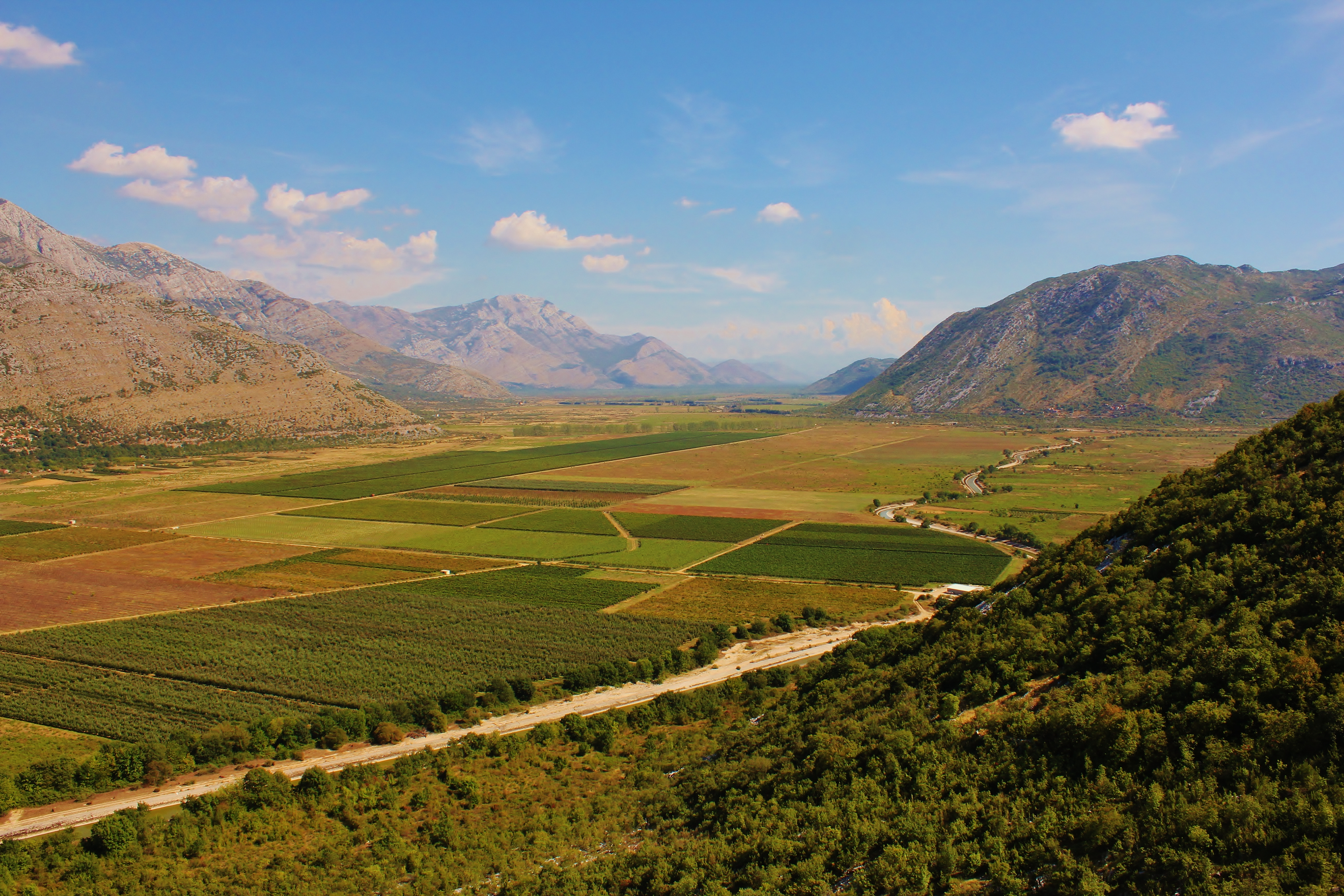
پوپوو پولج، بوسنی و هرزگوین.

ویجترنیسا در پوپوو پولج قرار دارد، به معنای میدان کشیش، جایی که دشت کارستی است، که خود در جنوبی‌ترین مناطق بوسنی و هرزگوین، غرب هرزگوین، در نزدیکی ساحل دریای آدریاتیک واقع شده‌است. ورودی آن در نزدیکی روستای زاوالا، در غرب - گوشه جنوب غربی پلج است. در قسمت‌های گرم سال یک برخورد شدید از هوای سرد از ورودی آن می‌وزد که در وسط زمین‌های صخره ای، گرم و بی آب بسیار جذاب است.

## طبیعیت و معماری

### نامزدی یونسکو
علیرغم همه مشکلات دولت بوسنی و هرزگوین، این غار را در فهرست آزمایشی یونسکو ثبت شد و به وضوح ابراز داشته شد که قصد از این ثبت حفظ تنوع زیستی آن است.